# 6852 Nannibignami
A 6852 Nannibignami (ideiglenes jelöléssel (6852) 1985 CN2) a Naprendszer kisbolygóövében található aszteroida. Henri Debehogne fedezte fel 1985. február 14-én.